# Rámalláh és el-Bíra kormányzóság
Rámalláh és el-Bíra kormányzóság (arabul محافظة رام الله والبيرة [Muḥāfaẓat Rām Allāh wa l-Bīra]) Palesztina tizenhat kormányzóságának egyike. Ciszjordánia középső részén fekszik. Északon Szalfít és Náblusz kormányzóság, keleten Jerikó kormányzóság, délen Jeruzsálem kormányzóság, nyugaton pedig Izrael határolja. Központja el-Bíra városa. Területe 855 km², népessége pedig a 2007-es népszámlálás adatai szerint 279 730 fő.